# Tour du silence de Cham
La tour du silence de Cham (en persan : دخمه چم) est une structure funéraire zoroastrienne située près du village de Cham, dans la province de Fars, au sud de l'Iran.
Elle constitue un exemple rare de tour du silence (dakhma) dans la région, loin des sites plus connus comme Yazd ou Kerman.

## Description
La tour est construite au sommet d'une colline calcaire surplombant la vallée de Cham. Elle présente une forme circulaire d'environ 22 mètres de diamètre, avec des murs en pierre sèche. À l'intérieur, trois cercles concentriques délimitent les zones réservées aux hommes, femmes et enfants, conformément aux rites zoroastriens.

## Histoire
Selon des recherches locales, la tour aurait été utilisée jusqu'au début du XXe siècle par une petite communauté zoroastrienne établie dans la région. Des fouilles menées en 2007 par l'université de Shiraz ont mis au jour des fragments d'ossements, des poteries votives et des inscriptions en pehlevi. Le site n'est pas officiellement classé, mais il est reconnu par les autorités locales comme patrimoine culturel.

## Pratiques funéraires
Dans le zoroastrisme, les cadavres sont considérés comme impurs et ne doivent pas souiller les éléments sacrés (terre, feu, eau). Les tours du silence permettent d'exposer les corps aux vautours, qui les décharnent. Une fois les os nettoyés, ils sont rassemblés dans un ossuaire central.

## Accès et préservation
Le site est accessible par une piste depuis la route Cham–Firouzabad. Il n'est pas aménagé pour le tourisme, mais attire des chercheurs et des passionnés d'histoire religieuse. Des projets de restauration ont été proposés par des associations locales, sans financement officiel à ce jour.